# Medialität
Medialität (englisch: mediality) bezeichnet die Eigenschaft einer Sache oder eines Symbolsystems, als Medium zu dienen, also z. B. als Übertragungskanal zur zweckgerichteten Vermittlung von Informationen (etwa in Form der Schrift oder des Buchdrucks), zur Vermittlung zwischen räumlich, sozial oder kulturell getrennten Elementen oder in Form der Übersetzung von literarischen Werken oder der Transkription von Sprache. Dabei prägen die Eigenschaften symbolischer oder technisch-apparativer Medien die vermittelte Botschaft und hinterlassen ihre Spuren am jeweils mediatisierten Inhalt. Sie haben Einfluss auf die kognitive und emotionale Verarbeitung von Informationen und ganz allgemein auf mentale Strukturen. Martin Seel postuliert auf Basis eines weiten Medienbegriffs sogar „die generelle Medialität unserer Weltzugänge“.
Während der Begriff des Mediums jedoch nur ein Werkzeug bezeichnet, durch das etwas vermittelt oder verständlich wird, bezieht sich der Begriff der Medialität auf die Vermittlungsweise oder -bewegung selbst, durch die zugleich etwas Existierendes vermittelt und Neues erzeugt wird. Damit wirft der Begriff ontologische und erkenntnistheoretische Fragen auf. Medialität ist also etwas anderes und mehr als „die Medien“. Die Theorie der Medialität abstrahiert von Einzelmedien und fokussiert auf übergreifende Form-, Struktur- und Wahrnehmungsaspekte. Solche Formaspekte von Medien (z. B. die stilistischen Elemente von Tanz und Gesang und ihre Wirkung) wurden bereits in der Antike diskutiert. Ein Beispiel dafür ist auch die Formensprache der Münzen als wichtigstes Kommunikationsmedium des teils noch schriftlosen Mittelalters, die den Machtanspruch der jeweiligen Herrscher oder des Christentums transportierten.
Seit den 1990er Jahren wird im Rahmen des medial turn der in der deutschen Sprache bereits früher verwendete Begriff der Medialität in den Medien- und Kulturwissenschaften und der Philosophie verstärkt genutzt, wobei in den Einzelwissenschaften verschiedene Begriffsvarianten zu finden sind. So werden in der Geschichtswissenschaft die Medialität (z. B. Narrativität, Bildlichkeit) von Geschichtsvorstellungen und die Rolle der Medien bei ihrer Popularisierung bzw. Überschreibung reflektiert.
Aus dem Begriff der Medialität werden viele korrelative Begriffe abgeleitet, z. B. Intermedialität, Multimedialität, Intramedialität oder Transmedialität.

## Medialität und interkultureller Austausch
Im Prozess der Globalisierung und beim interkulturellen Austausch bzw. bei der Distribution postkolonialer Kultur spielt die Medialität der ausgetauschten Objekte eine wichtige Rolle. Die je spezifische Medialität kann als Treiber der Globalisierung und interkulturellen Nivellierung ebenso wie als Katalysator neuer Identitätsbildungen und bei der Vermittlung kultureller Selbstbilder (etwa im Fall der Straßenkunst) wirken. Umgekehrt führt die Globalisierung zur Konzentration auf bestimmte Medienformate. Kritiker wie Josef Rauscher und Vilém Flusser verweisen darauf, dass sich Medialität vom vermittelnden „Zwischen“ zum die Menschen programmierenden Zentrum entwickelt.